# Formiguera petita
La formiguera petita (Phengaris alcon)és una espècie de lepidòpter papilionoïdeu de la família dels licènids (Lycaenidae) que es troba a Europa i nord d'Àsia, incloent-hi els Països Catalans.

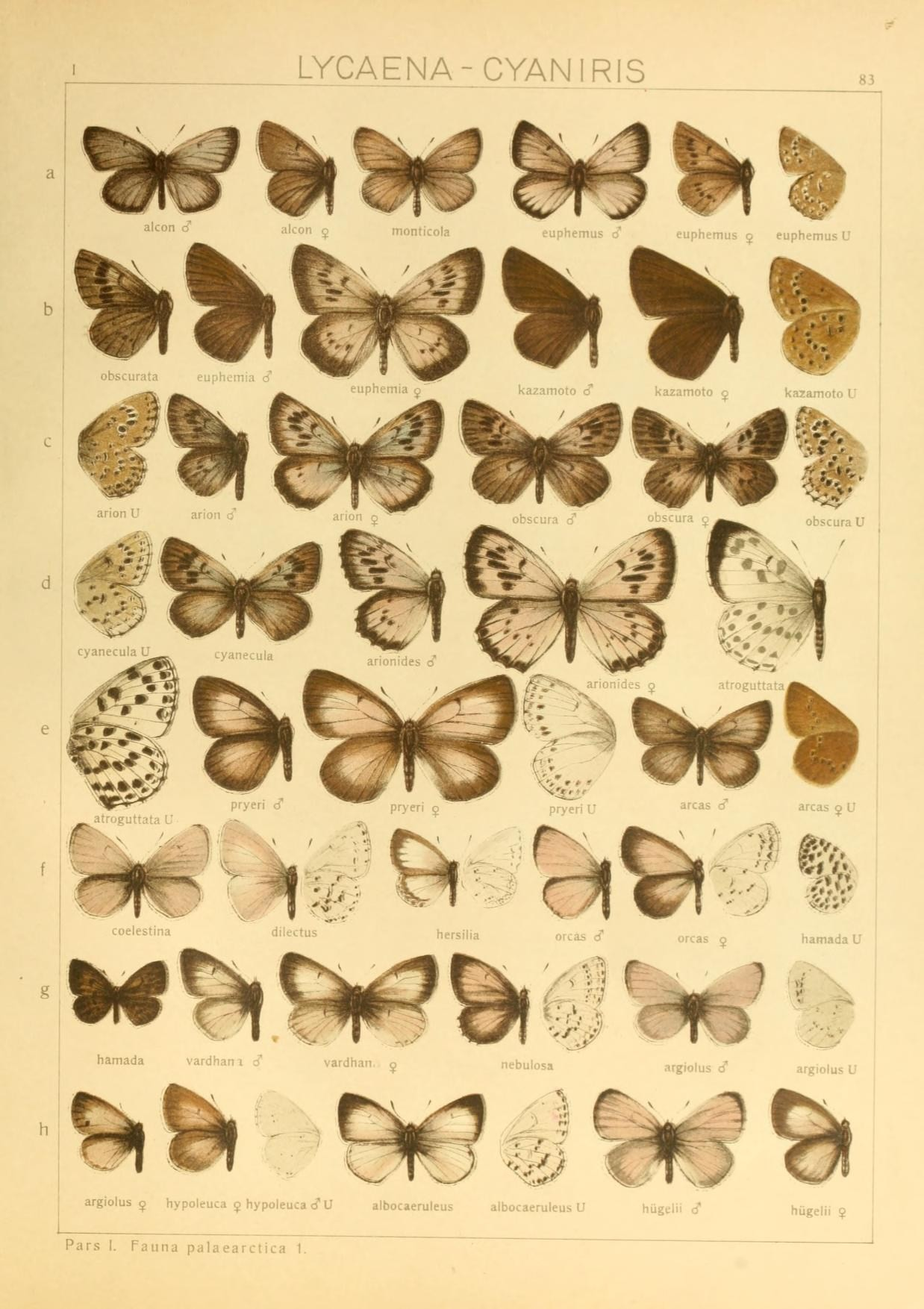
Seitz 83a

## Descripció de Seitz
El mascle és blau fosc per sobre, però sense brillantor. La femella és negra-marró, empolvorada amb blau fosc en l'àrea basal. La part inferior és fosca violeta-gris amb nombrosos ocels. L. alcon és fàcilment distingible de l'espècie següent (coeligena, euphemus, arcas, arion, arionides ...) pel mascle que porta en el disc blau de l'ala frontal no taques negres sinó un disc lunar. Europa central i Àsia del nord, de la costa del Mar del nord (Hamburg, Bremen, Bèlgica) a la Mediterrània, i de França a l'Altai, Dauria i Tibet, ab. nigra Wheel, té els mascles fortament enfosquits, les femelles que són bastant negres damunt. En ab. cecinae Hormuz. els ocels de la part ventral són absents o fortament reduïts. En ab. pallidior Schultz el marge és gris en comptes de negre. — marginepunctata Gillm. té una fila de punts negres abans del marge, gairebé paral·lels amb ell; trobat per Hafner a Loitsch i altres llocs en Carniola.— En la forma rebeli Hirschke el blau de la part dorsal és més brillant i més estesa, sent el marge fosc reduït, en la femella només en l'àrea apical negre; Styria. — monticola Stgr. (83 a) té un marge negre estret com rebeli, però el blau és molt profund i fosc, com en alcon; dels Alps de Suïssa i el Caucas. — Ou blanc, finament reticulat, post en les flors de l'alimentari-planta (Gentiana pneumonanthe). La larva generalment no trenca a través de la closca en la part superior, de manera que els forats dels ous buits no són fàcilment apreciables. Al principi gris, més tard en marró vermellós amb la línia dorsal fosca i cap fosc. Les papallones apareixen en prats humits on creix Gentiana; són comunes en tals llocs, de vegades fins i tot en abundància, de final de maig a juliol, al nord no abans del final de juny.

## Taxonomia
Hi ha cinc subespècies:
- P. a. alcon (Europa central)
- P. a. jeniseiensis (Shjeljuzhko, 1928) (sud de Sibèria)
- P. a. sevastos Rebel & Zerny, 1931 (Carpats)
- P. a. xerophila Berger, 1946 (Europa central)
- †P. a. arenaria Lemke, 1942 (Països Baixos)

Hi ha hagut controvèrsia sobre si Phengaris rebeli, actualment considerada com un ecotip dins de P. alcon, hauria de ser considerada com una espècie diferent. Els dos tipus són morfològicament indistingibles i l'anàlisi molecular ha revelat poca diferència genètica, majoritàriament atribuïble a l'adaptació local a l'hàbitat. Tot i això, alguns autors mantenen que haurien de ser tractats com a espècies diferents, especialment per motius de conservació, ja que parasiten colònies de formiga d'espècies diferents i ho fan en diferents graus, i també depenen d'espècies de planta nutrícia diferents (Gentiana pneumonanthe en el cas de Phengaris alcon i Gentiana cruciata en el cas de Phengaris rebeli).

## Ecologia

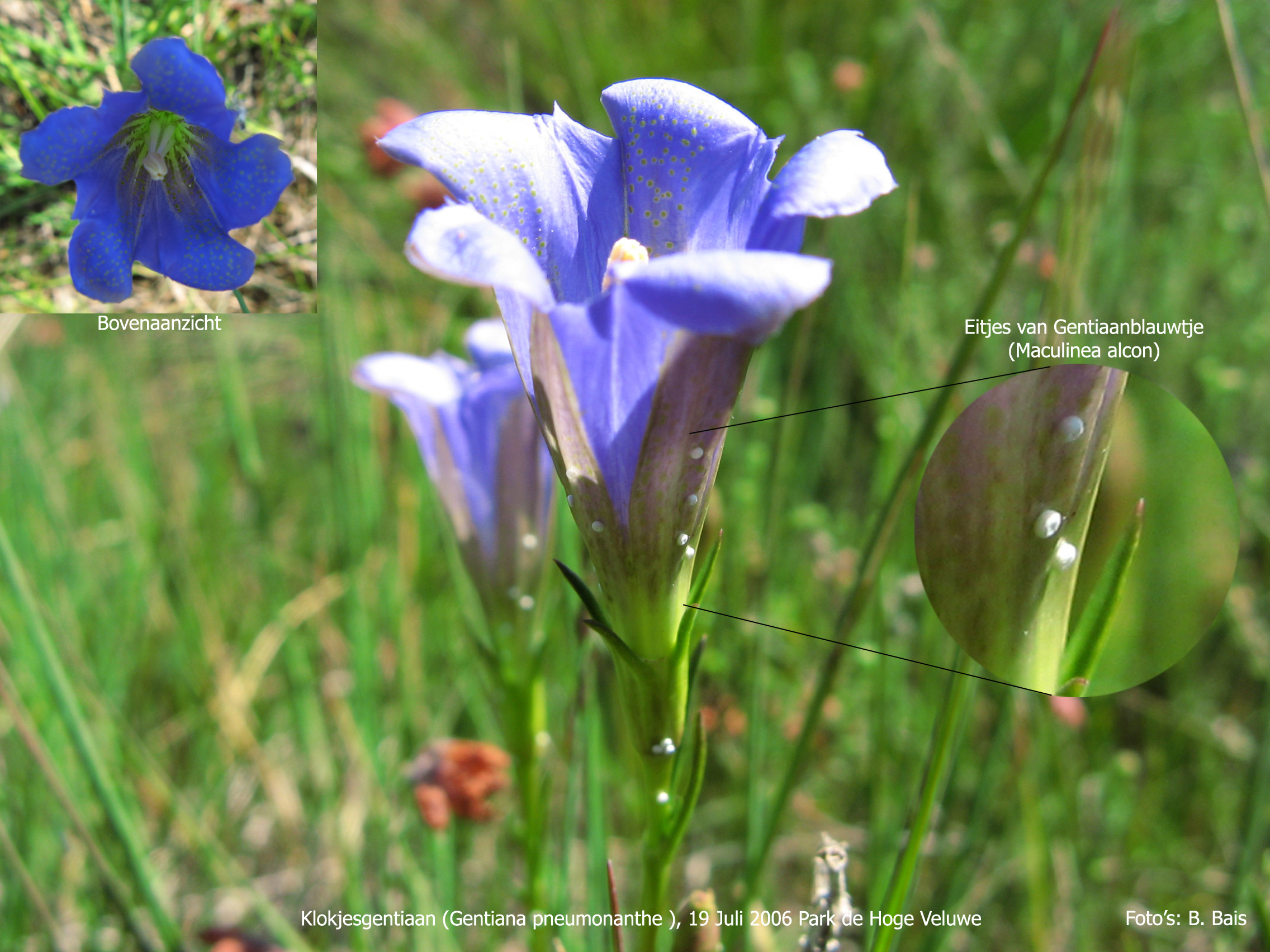
Ous de la formiguera petita en un exemplar de Gentiana pneumonanthe

El període de vol s'estén des de mitjans fins a finals d'estiu. La femella pon els ous en una espècie de genciana, concretament Gentiana pneumonanthe, tot i que als Alps també utilitzen una altra espècie de genciana, com és Gentiana asclepiadea. Les erugues s'alimenten exclusivament d'aquestes plantes.

### Relació paràsita
De la mateixa manera que en d'altres espècies de licènids, la fase larvària (eruga) de la formiguera petita està lligada a formigues, és a dir, es tracta d'una espècie mirmecòfila.
Les erugues de la formiguera petita abandonen la planta nutrícia quan han crescut prou (quart estadi) i esperen a terra a ser descobertes per les formigues amb què s'associen. Les erugues emeten substàncies químiques que s'assemblen molt a les emeses per les larves de formiga (al·lomones), provocant que les formigues s'emportin les erugues als seus nius. Una vegada adoptades al niu, les erugues són alimentades amb les regurgitacions de les formigues que tenen cura de les larves, tal com si fossin formigues, un procés anomenat trofal·làxia. Aquest mètode parasitari es coneix com el estratègia del cucut i és una alternativa a l'estratègia depredadora emprada per la majoria dels altres membres del gènere com ara la formiguera gran (Phengaris arion). Malgrat que és menys freqüent, s'ha descobert que l'estratègia del cucut té molts avantatges sobre l'estratègia depredadora. D'una banda, és més eficient tròficament que la predació directa de larves de formiga i, com a conseqüència, en un niu es poden mantenir significativament més erugues que segueixen l'estratègia del cucut que no pas les que opten per l'estratègia depredadora. Un altre avantatge de l'estratègia del cucut és que els individus, havent aconseguit un grau més elevat d'integració social, tenen una major probabilitat de sobreviure quan un niu estigui superpoblat o davant l'escassetat d'aliments perquè les formigues alimenten preferentment les larves. D'aquesta manera la mortalitat és molt inferior. Tot i que l'estratègia del cucut té els seus avantatges, també comporta uns costos importants, ja que requereix una major especialització en la relació entre l'hoste i el paràsit, de manera que els nínxols ecològics són més limitats.
Un cop l'eruga de la formiguera petita es desenvolupa completament, es converteix en una pupa, i quan d'aquesta en surt l'adult, aquest abandonarà el formiguer.
Amb el pas del temps, algunes colònies de formiga que són parasitades d'aquesta manera canviaran lleugerament els compostos químics que emeten les larves com a mecanisme de defensa, donant lloc a una carrera armamentística evolutiva entre les dues espècies.
Generalment, les espècies de licènid que tenen una relació mirmecòfila amb formigues del gènere Myrmica estan limitades per l'especificitat del l'hoste primari. La formiguera petita, en canvi, és poc corrent en aquest sentit, ja que utilitza diferents espècies d'hostes en diferents llocs de tot Europa i sovint utilitza múltiples espècies d'hostes fins i tot dins de la mateixa ubicació i mateixa població. Tot i que les erugues de la formiguera petita poden ser adoptades en nius de diverses espècies de formigues del gènere Myrmica en un lloc determinat, normalment hi ha una espècie "primària" amb la qual les larves adaptades localment poden integrar-se millor socialment, la qual cosa comporta taxes de supervivència dràsticament més elevades. A Europa, se sap que la formiguera petita utilitza diverses espècies del gènere Myrmica com a hoste, com són M. scabrinodis, M. ruginodis, M. rubra, M. sabuleti, M. schencki i, rarament, M. lonae i M. specioides.

### Depredació
Les erugues de la formiguera petita poden ser parasitades per l'himenòpter Ichneumon eumerus. Quan la vespa detecta una eruga de formiguera petita, entra al formiguer on aquesta es troba i secreta una feromona que provoca que les formigues s'ataquin les unes a les altres. En la confusió resultant, la vespa localitza l'eruga i pon els ous al seu interior. Quan l'eruga es converteix en crisàlide, els ous de la vespa es desclouen i les larves resultants consumeixen aquesta des de dins.